# الأكمة (ريمة)
الأكمة هي إحدى قرى الجمهورية اليمنية. وهي تتبع جغرافيًا لمحافظة ريمة. وإداريًا لمديرية الجبين. يبلغ تعداد سكانها 3659 نسمة حسب الإحصاء الذي أجري عام 2004.